# Phoneyusa principium
Phoneyusa principium é uma espécie de aranha pertencente à família Theraphosidae (tarântulas).